# Christian Eschler
Christian Eschler (* 11. Januar 1904 als Christian Estler in Tailfingen (Württemberg); † 24. April 1965 in St. Gallen; heimatberechtigt ab 1933 in St. Gallen, ab 1963 in Boltigen) war ein deutsch-schweizerischer Textilunternehmer und Trikotfabrikant.

## Leben
Christian Eschler war ein Sohn des Trikotwebers Johannes Estler und der Anna Estler, geborene Haasis. Im Jahr 1929 heiratete Eschler seine erste Frau, Bertha Diethelm, Tochter des Mechanikers Karl Diethelm. Seine zweite Frau, Margrit Walser, Tochter des Brauereibesitzers Adolf Walser, heiratete er im Jahr 1932.
Nach mehrjähriger Tätigkeit als Rundwirkmaschinen-Mechaniker eröffnete Eschler 1927 eine mechanische Wirkerei in St. Gallen-Bruggen. Diese verlegte er 1935 nach Bühler und baute sie grossenteils mit Eigenmitteln aus. Als Gegenpol zur etablierten Dorfelite gründete Christian Eschler den Einwohnerverein Bühler. Von 1946 bis 1949 war er Gemeinderat; die Wahl stellte eine Anerkennung seines unternehmerischen Schaffens dar. Ebenfalls war er Verwaltungsrat der St. Gallen-Gais-Appenzell-Bahn. Als Pionier der Ausserrhoder Bekleidungsindustrie musste er die Geschäftsleitung zu Beginn der 1960er Jahre aus gesundheitlichen Gründen an seine beiden Söhne abgeben.
Bekannt ist die von der zweiten und dritten Generation geführte Christian Eschler AG heute für ihre Funktionsstoffe für Sportler.